# The Daily Wire
The Daily Wire (em pt: O Arame Diário) é um jornal e conglomerado de mídia conservador norte-americano com sede em Nashville, fundado em setembro de 2015 por Jeremy Boreing. É abertamente de direita e partilha visões de tradicionalismo e antiglobalismo. Entre os valores estão a ideologia de género e a negação do aquecimento global.
O jornal é dono da PragerU e conta com mais de 600 mil assinantes pagantes. Em 2022 foi anunciado um investimento de 100 milhões de dólares na produção de conteúdo de entretenimento como filmes.

## História

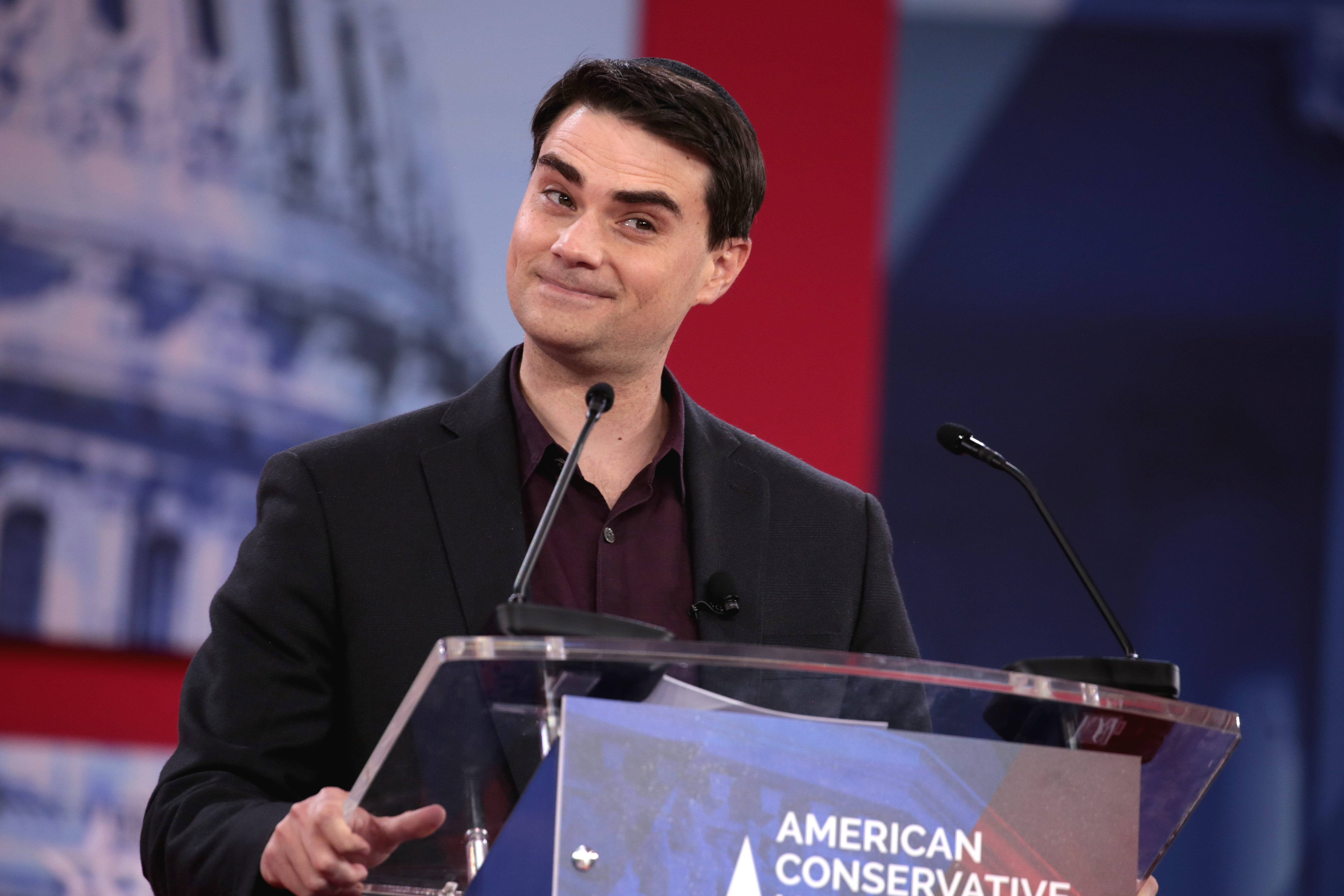
Ben, um dos fundadores do Daily Wire, numa conferência em 2018

O Daily Wire foi criado Jeremy Boreing e Ben Shapiro na altura em que trabalhavam para o TruthRevolt, um site de notícias anteriormente financiado pelo David Horowitz Freedom Center. O destaque ganho pelos comentadores fez com que a dupla garantisse vários milhões de dólares em financiamento inicial por parte de Dan e Farris Wilks, dois bilionários ligados à industria do petróleo.
O The Daily Wire foi então lançado em 2015. Inicialmente o jornal foi apoiado principalmente por anúncios. Teve desde o seu início sede em Los Angeles, contudo, em setembro de 2020, a sede do The Daily Wire mudou para Nashville, no estado do Tennessee.
O Daily Wire tornou-se um dos principais sites de notícias e editores do Facebook em termos de engajamento. Em 2018, o NewsWhip considerou o The Daily Wire como o principal editor de direita no Facebook. De acordo com o NewsWhip, o The Daily Wire foi o sexto principal editor de língua inglesa no Facebook em 2019 até o mês de março. O site também teve o segundo maior número de artigos entre as 10.000 principais notícias do site. Em 2021, as histórias publicadas pelo The Daily Wire receberam mais gostos, partilhas e comentários no Facebook do que qualquer outra editora de notícias, de acordo com a rádio pública estadunidense NPR.

## Entretenimento
Em 2020, The Daily Wire adquiriu a totalidade do conteúdo da PragerU.
Em 14 de janeiro de 2021, The Daily Wire lançou Run Hide Fight, uma longa-metragem sobre um tiroteio numa escola.
Em fevereiro de 2022, a empresa adquiriu os direitos domésticos de The Hyperions, uma comédia de super-heróis protagonizada por Cary Elwes. 

### Filmes
O primeiro filme original de The Daily Wire, Shut In, teve a sua estreia no YouTube em fevereiro de 2022. É dirigido por D.J. Caruso e protagonizado por Rainey Qualley, Josh Horowitz e Vincent Gallo.
Ainda em 2022, The Daily Wire lançou o documentário What is a Woman? (pt: O que é uma mulher?), sobre a ideologia de gênero. É estrelado por Matt Walsh.
O próximo filme original, Terror on the Prairie, um faroeste que se passará em Montana, será protagonizado por Gina Carano.